# اساسینز کرید (مجموعه بازی)
اساسینز کرید (به انگلیسی: Assassin's Creed) مجموعه‌ای از بازی‌های ویدئویی ماجراجویی-اکشن تاریخی و یک فرنچایز رسانه‌ای است که توسط یوبی‌سافت منتشر شده و عمدتاً توسط استودیوی یوبی‌سافت مونترال با استفاده از موتور بازی آنویل و نسخه‌های پیشرفته‌تر آن توسعه یافته است. این مجموعه که توسط پاتریس دزیله، جید ریموند و کوری می خلق شده، در سری بازی‌های ویدئویی کیش یک آدمکش نبردی خیالی و چند هزار ساله میان فرقه حشاشین، که برای صلح و اراده آزاد مبارزه می‌کنند، و شوالیه‌های معبد، که به دنبال صلح از طریق نظم و کنترل هستند، را به تصویر می‌کشد. این مجموعه ترکیبی از داستان تاریخی، علمی-تخیلی و شخصیت‌های خیالی را با رویدادهای تاریخی و چهره‌های تاریخی واقعی درهم‌آمیخته است. در اکثر بازی‌ها، بازیکنان کنترل یک آدمکش تاریخی را در دست دارند و همزمان در داستان چارچوبی داستانی در زمان حال، نقش یک نوآموز آدمکش یا فردی گرفتار در مناقشه حشاشین-معبدی را ایفا می‌کنند. این مجموعه به‌عنوان دنباله معنوی سری شاهزاده ایران شناخته می‌شود و از رمان علموت نوشته نویسنده اسلوونیایی ولادیمیر بارتول، که بر اساس فرقه تاریخی حشاشین در ایران (پارس) قرون وسطی است، الهام گرفته است.  
نخستین بازی اساسینز کرید در سال ۲۰۰۷ منتشر شد و این مجموعه تاکنون شامل چهارده نسخه اصلی بوده است، که آخرین آن‌ها اساسینز کرید سایه‌ها در سال ۲۰۲۵ است. بازی‌های اصلی سری کیش یک آدمکش در جهانی باز طراحی شده‌اند و از نمای سوم شخص بازی می‌شوند. گیم‌پلی حول محور مبارزه، مخفی‌کاری و اکتشاف می‌چرخد و شامل استفاده از پارکور برای حرکت در محیط است. بازی‌ها دارای مأموریت‌های اصلی و فرعی هستند و برخی عناوین نیز شامل حالت‌های چندنفره رقابتی و همکاری می‌شوند.
در هر نسخه، داستانی جدید و گاه دوره‌های زمانی تازه معرفی می‌شود و عناصر گیم‌پلی نیز تکامل می‌یابند. این مجموعه دارای سه قوس داستانی کلی است. پنج بازی اصلی نخست، داستان دزموند مایلز، نواده چندین آدمکش مهم در طول تاریخ را دنبال می‌کنند که از دستگاهی به نام آنیموس برای بازخوانی خاطرات اجدادش و یافتن آثار قدرتمندی به نام قطعات عدن استفاده می‌کند تا از یک رویداد فاجعه‌بار، با ارجاع به پدیده ۲۰۱۲، جلوگیری کند. از اساسینز کرید ۴: پرچم سیاه تا اساسینز کرید سندیکا، نوآموزان آدمکش و کارمندان شرکت آبسترگو اینداستریز (شرکتی که به‌عنوان پوششی برای معبدی‌های مدرن استفاده می‌شود) با استفاده از نرم‌افزار هلیکس، خاطرات ژنتیکی را ضبط می‌کنند تا به معبدی‌ها و حشاشین در یافتن قطعات جدید عدن در دنیای مدرن کمک کنند. سه بازی بعدی، اساسینز کرید ریشه‌ها، اساسینز کرید ادیسه و اساسینز کرید والهالا، داستان لیلا حسان، کارمند سابق آبسترگو را دنبال می‌کنند که در تلاش است بشریت را از فاجعه‌ای دیگر نجات دهد.
بازی‌های اصلی فرنچایز کیش یک آدمکش به‌طور کلی نقدهای مثبتی برای جاه‌طلبی در جلوه‌های بصری، طراحی بازی و روایت‌ها دریافت کرده‌اند، اما به دلیل چرخه انتشار سالانه، باگ‌های مکرر و اولویت‌بندی مکانیک‌های نقش‌آفرینی در عناوین بعدی مورد انتقاد قرار گرفته‌اند. این مجموعه جوایز و نامزدی‌های متعددی، از جمله چندین جایزه بازی سال، دریافت کرده است. این مجموعه از نظر تجاری موفق بوده و تا تا تاریخ سپتامبر ۲۰۲۲ بیش از ۲۰۰ میلیون نسخه فروخته است، به پرفروش‌ترین فرنچایز یوبی‌سافت و یکی از پرفروش‌ترین فرنچایزهای بازی‌های ویدئویی تاریخ تبدیل شده است. در حالی که عناوین اصلی برای کنسول‌های بزرگ و پلتفرم‌های دسکتاپ تولید می‌شوند، چندین بازی فرعی برای کنسول‌ها، موبایل‌ها و پلتفرم‌های دستی منتشر شده‌اند. مجموعه‌ای از کتاب‌های هنری، دانشنامه‌ها، کمیک‌ها و رمان‌ها نیز منتشر شده است. یک فیلم لایو اکشن اقتباسی از این مجموعه در سال ۲۰۱۶ منتشر شد.

## تاریخچه توسعه
گرچه بازی‌های این مجموعه چندین قوس روایی داشته‌اند، یوبی‌سافت این سری را به سه دوره توسعه و فلسفه طراحی تقسیم می‌کند. تا زمان انتشار اساسینز کرید: سندیکا در سال ۲۰۱۵، فرنچایز حول محتوای تک‌نفره ساختاربندی شده بود و با تمرکز بر فضاهای جهان‌باز و گنجاندن چندین عنصر نقش‌آفرینی، بیشتر به سبک ماجراجویی-اکشن و مخفی‌کاری گرایش داشت. دوره دوم، که از کیش یک آدمکش: خاستگاه‌ها تا کیش یک آدمکش: سراب را در بر می‌گیرد، عناصر نقش‌آفرینی و ویژگی‌های خدمات زنده را برای افزایش تعامل بازیکنان معرفی کرد.
دوره سوم با کیش یک آدمکش: سایه‌ها آغاز شد و با بهره‌گیری از درس‌های دوره دوم توسعه، بازی‌های تک‌نفره جذابی مشابه عناوین اصلی تولید کرد، اما با ویژگی‌هایی که به بازیکنان امکان اشتراک‌گذاری دستاوردها و محتوا با دیگران را از طریق سیستم جدید هاب آنیموس می‌دهد، سیستمی که با تمام بازی‌های آینده و برخی از بازی‌های قبلی ادغام خواهد شد.
دوره اول
نخستین بازی اساسینز کرید از ایده‌هایی برای دنباله بازی ویدئویی یوبی‌سافت شاهزاده پارسی: شن‌های زمان با هدف نسل هفتم کنسول‌های بازی ویدئویی سرچشمه گرفت. تیم یوبی‌سافت مونترال تصمیم گرفت گیم‌پلی شن‌های زمان را به رویکردی جهان‌باز ببرد و از قدرت پردازش بهبودیافته برای رندر فضاهای بزرگ‌تر و جمعیت استفاده کند. از نظر روایی، تیم خواستار فاصله گرفتن از شاهزاده به‌عنوان فردی در صف تاج و تخت بود و ترجیح داد او برای آن تلاش کند؛ این ایده همراه با تحقیق دربارهٔ جوامع مخفی، آن‌ها را به تمرکز بر فرقه حشاشین، بر اساس فرقه تاریخی حشاشین از اسماعیلیان، که پیرو اسلام شیعه بودند، سوق داد و به شدت از رمان علموت وام گرفت. یوبی‌سافت روایتی توسعه داد که در آن بازیکن یک آدمکش را کنترل می‌کند که از یک شاهزاده غیرقابل بازی محافظت می‌کند، و این منجر به نام‌گذاری بازی به شاهزاده پارسی: آسمشین شد، یا شاهزاده پارسی: آدمکشان. یوبی‌سافت نسبت به بازی‌ای از سری شاهزاده پارسی بدون حضور شاهزاده به‌عنوان شخصیت قابل بازی تردید داشت، اما این امر باعث شد بخش بازاریابی نام کیش یک آدمکش را پیشنهاد دهد که از شعار حشاشین، «هیچ چیز حقیقت ندارد؛ همه چیز مجاز است» الهام گرفته بود. یوبی‌سافت مونترال با این ایده پیش رفت و یک مالکیت فکری جدید خلق کرد، شاهزاده را حذف کرد و بازی را حول محور حشاشین و شوالیه‌های معبد در سرزمین مقدس در قرن دوازدهم بنا کرد. علاوه بر این، با بررسی ترورهای دیگری که می‌توانستند در طول تاریخ به آن‌ها نسبت دهند، به ایده حافظه ژنتیکی رسیدند و دستگاه آنیموس و عناصر داستانی مدرن را خلق کردند. این همچنین به آن‌ها اجازه داد جنبه‌های خاصی از گیم‌پلی را توضیح دهند، مانند زمانی که شخصیت بازیکن کشته می‌شود، مشابه با شن‌های زمان.
پس از انتشار کیش یک آدمکش در سال ۲۰۰۷، یوبی‌سافت مونترال اعلام کرد که در توسعه دنباله، کیش یک آدمکش ۲، به دنبال «بازسازی ساختار کلی» بودند است. آن‌ها احساس کردند که پارکور در بازی اول به‌خوبی استفاده نشده بود و جهان دنباله را طوری طراحی کردند که دارای بزرگراه‌های آزاد باشد تا ورود به حرکات پارکور آسان‌تر شود، برای مثال استفاده از پشت‌بام‌ها برای فرار از تعقیب‌ها. تغییر در محیط به این معنا بود که بازی دارای گروه جدیدی از شخصیت‌ها، از جمله قهرمان جدید، اتزیو آئودیتوره دا فیرنتزه، خواهد بود. کیش یک آدمکش ۲ همچنین استفاده بیشتری از جمعیت برای مخفی شدن در دید آشکار به ارمغان آورد، چیزی که توسعه‌دهندگان در هیتمن: پول خونین دیده بودند، و به مفهوم مخفی‌کاری اجتماعی به‌عنوان گزینه‌ای در گیم‌پلی افزود. در نهایت، یوبی‌سافت مونترال ساختار مأموریت‌های تکراری بازی اول را با فعالیت‌های فرعی متعدد، آیتم‌های قابل جمع‌آوری و اسرار کاملاً بازسازی کرد. این اضافات به بخش مرکزی سری و همچنین دیگر بازی‌های یوبی‌سافت مانند واچ داگز، فار کرای و تام کلنسی گوست ریکان تبدیل شدند. کیش یک آدمکش ۲ با دو دنباله، کیش یک آدمکش: برادری و کیش یک آدمکش: مکاشفات دنبال شد، که همچنین اتزیو را به‌عنوان قهرمان اصلی داشتند و امکان جذب شخصیت‌های غیرقابل بازی را به‌عنوان آدمکش و مدیریت آن‌ها در مأموریت‌ها معرفی کردند.
بازی کیش یک آدمکش ۳ از سوی یوبی‌سافت مونترال که می‌خواست رو داستان سری را در زمان پیش ببرد، و یک پروژه جداگانه که در یوبی‌سافت سنگاپور توسعه یافته بود و شامل مبارزه کشتی به کشتی بود، سرچشمه گرفت. با استقرار تیم اصلی در دوره انقلاب آمریکا برای بازی، آن‌ها دریافتند که سیستم مبارزه کشتی به کشتی با داستان هماهنگ است و محیط را برای گنجاندن بیشتر آن بازطراحی کردند. تغییر بزرگ دیگر در کیش یک آدمکش ۳ انتقال سیستم‌های پارکور و آزادگردی به جنگل‌های طبیعی ماساچوست و نیویورک قرن هجدهم بود. این امکان را فراهم کرد تا درخت‌ها و دیگر پوشش‌های گیاهی نه‌تنها به‌عنوان بخشی از سیستم‌های پارکور، بلکه برای افزودن محیط‌های متنوع‌تر در مناطق شهری نیز اضافه شوند، چیزی که به‌عنوان بخشی از طراحی مداوم سری ادامه یافت.
برای دنباله کیش یک آدمکش ۳، یعنی کیش یک آدمکش ۴: پرچم سیاه، تیم یوبی‌سافت بر پایه سلف خود بنا کرد، به‌ویژه در مورد گیم‌پلی دریایی، و آن را به‌طور بی‌وقفه با گیم‌پلی زمینی ادغام ادب. کرد. این تیم همچنین از بازی به‌عنوان فرصتی برای رسیدگی به جنبه‌هایی از خط داستانی سری استفاده کرد. با انتخاب دیدگاه یک خارجی به منازعه حشاشین–معبدی، بازی را در دوره عصر طلایی دزدی دریایی قرار دادند، با قهرمانی به نام ادوارد کنوی که به‌عنوان یک دزد دریایی شروع می‌کند و ابتدا با چشم‌انداز کسب ثروت وارد منازعه می‌شود. به‌طور مشابه، پس از پایان قوس داستانی دزموند مایلز در کیش یک آدمکش ۳، بخش‌های مدرن بازیکنان را در نقش فردی بی‌نام قرار می‌دهند که از دید اول شخص کنترل می‌شود. تیم این رویکرد را انتخاب کرد زیرا معتقد بودند که این امکان را به بازیکنان می‌دهد تا راحت‌تر خود را در شخصیتشان جای دهند. این روند تا کیش یک آدمکش: سندیکا ادامه یافت.
توسعه کیش یک آدمکش: وحدت اندکی پس از تکمیل برادری در سال ۲۰۱۰ آغاز شد، با تیم توسعه اصلی که در مراحل اولیه توسعه کیش یک آدمکش ۳ جدا شد. به‌عنوان اولین بازی سری که به‌طور انحصاری برای نسل هشتم کنسول‌های بازی ویدئویی منتشر شد، وحدت دارای بازسازی گرافیکی و گیم‌پلی بود. محیط انتخاب‌شده برای بازی پاریس در سال‌های اولیه انقلاب فرانسه بود، با بازیکنان که کنترل یک آدمکش جدید به نام آرنو دوریان را به دست می‌گیرند. پس از وحدت، یوبی‌سافت در سال ۲۰۱۵ کیش یک آدمکش: سندیک را منتشر کرد.
دوره دوم
پس از انتشار سندیک، یوبی‌سافت تصمیم گرفت که این مجموعه نیاز به بازسازی اساسی در گیم‌پلی و روایت دارد. تصمیم گرفته شد که بازی بعدی، کیش یک آدمکش: خاستگاه‌ها، به یک بازی ویدئویی نقش‌آفرینی نزدیک‌تر باشد تا یک بازی مخفی‌کاری-اکشن، که همچنین بازی‌ای با ساعت‌های بازی بسیار بیشتری نسبت به عناوین قبلی به ارمغان آورد. برخی از ویژگی‌های دیرینه سری برای این منظور حذف شدند، مانند مکانیک مخفی‌کاری اجتماعی. این تغییر نحوه ارائه مأموریت‌ها را تغییر داد — به‌جای هدایت خطی از طریق آنیموس، شخصیت بازیکن می‌توانست با افراد مختلف در جهان بازی ملاقات کند تا مأموریت‌ها را دریافت کند. از نظر روایی، یوبی‌سافت بازی را پیش از تأسیس برادری حشاشین در مصر باستان قرار داد تا شخصیت بازیکن، بی‌یک سیوا، یک مدجای باشد که مردم به او احترام می‌گذارند و از او کمک می‌خواهند. داستان مدرن نیز به یک شخصیت واحد، یعنی لیلا حسان، بازگشت و توسعه‌دهندگان تعداد سکانس‌های قابل بازی برای او را نسبت به بازی‌های قبلی محدود کردند، اما معنای بیشتری به آن‌ها بخشیدند، مانند امکان کاوش در لپ‌تاپ لیلا با اطلاعات پس‌زمینه‌ای دربارهٔ جهان بازی.
خاستگاه‌ها در سال ۲۰۱۸ با کیش یک آدمکش: ادیسه دنبال شد، که محیط را به یونان کلاسیک منتقل کرد و رویکردی مشابه سلف خود داشت، اما با تأکید بیشتر بر عناصر نقش‌آفرینی. بازی کیش یک آدمکش: والهالا در سال ۲۰۲۰، که در انگلستان و نروژ قرون وسطی در زمان عصر وایکینگ‌ها قرار داشت، به سبک خاستگاه‌ها و ادیسه ادامه داد. توسعه‌دهندگان بازخوردهای دو بازی قبلی را در نظر گرفتند و عناصر مخفی‌کاری اجتماعی و همچنین مفهوم پایگاه خانگی قابل تنظیم را که ابتدا در کیش یک آدمکش ۲ معرفی شده بود، بازگرداندند.
در سال ۲۰۲۳، یوبی‌سافت کیش یک آدمکش: سراب را منتشر کرد، عنوان کوچک‌تری که به دنبال ادای احترام به نسخه‌های اولیه فرنچایز با تمرکز بر مخفی‌کاری و ترورها به جای عناصر نقش‌آفرینی پیشینیان خود بود. این بازی ابتدا به‌عنوان یک بسته الحاقی برای والهالا توسعه یافت، اما به یک انتشار مستقل تبدیل شد و در بغداد قرن نهم در عصر طلایی اسلام، یک دهه پیش از رویدادهای والهالا، که به‌عنوان پیش‌درآمد آن عمل می‌کرد، قرار گرفت.
دوره سوم
در سال ۲۰۲۲، یوبی‌سافت چندین بازی اضافی برای این سری اعلام کرد، از جمله کیش یک آدمکش: سایه‌ها، که در ژاپن در دوره سن‌گوکو قرار دارد، و کیش یک آدمکش: با نام رمز هکسه، که شایعه شده در اروپای مرکزی در قرن شانزدهم قرار دارد.
همراه با انتشار کیش یک آدمکش: سایه‌ها، یوبی‌سافت هاب آنیموس را معرفی کرد، که قرار است به‌عنوان مرکزی متمرکز برای بازی‌های کیش یک آدمکش از سایه‌ها به بعد عمل کند. این هاب که در ابتدا با نام کیش یک آدمکش: بی‌نهایت معرفی شده بود، توسط تهیه‌کننده اجرایی آن، مارک-الکسیس کوته، به‌عنوان یک «فلسفه طراحی جدید» برای سری توصیف شد، و همچنین مرکزی که انتشار بازی‌های آینده را فراهم می‌کند. طبق گفته کوته در سال ۲۰۲۴، روایت مدرن سری پس از مرگ دزموند مایلز در کیش یک آدمکش ۳ و با معرفی لیلا حسان در کیش یک آدمکش: خاستگاه‌ها به دلیل نبود یک شخصیت اصلی و تعداد استودیوهای درگیر، آشوبناک شده بود، و بی‌نهایت با هدف بازسازی جنبه مدرن سری ایجاد شد. هاب آنیموس یک لانچر نیست، بلکه ویژگی‌ای است که در سایه‌ها، بازی‌های آینده و برخی بازی‌های منتخب از دوره دوم ادغام شده و روایت داستان مدرن سری را در برمی‌گیرد.

## گیم‌پلی
بازی‌های «Assassin's Creed» حول محور یک یا چند عضو خیالی از سازمان قاتلان (Order of the Assassins) متمرکز هستند. خاطرات این شخصیت‌ها توسط یک کاراکتر درون بازی در دوران مدرن از طریق دستگاهی به نام آنیموس (Animus) و مشتقات آن تجربه می‌شود. آنیموس به کاربر امکان می‌دهد تا این خاطرات را که از طریق ژنتیک منتقل شده‌اند، کاوش کند. در بستر بازی، این دستگاه یک رابط دیه‌ژتیک برای بازیکن در دنیای واقعی فراهم می‌کند و عناصری مانند نوار سلامتی، نقشه کوچک و اهداف مأموریت را به‌گونه‌ای نمایش می‌دهد که گویی توسط آنیموس ارائه شده‌اند. علاوه بر این، اگر بازیکن باعث مرگ شخصیت تاریخی یا شکست در مأموریت شود، این امر به‌عنوان عدم همگام‌سازی (desynchronization) خاطره ژنتیکی اصلاح می‌شود و به بازیکن اجازه می‌دهد مأموریت را دوباره امتحان کند. از طریق رابط آنیموس، بازیکن می‌تواند هر مأموریت تکمیل‌شده قبلی را دوباره امتحان کند؛ برای مثال، در بازی اساسینز کرید: برادری، بازیکن با انجام مأموریت به شیوه‌ای خاص، مانند کشتن تنها هدف مأموریت، نتایج همگام‌سازی بهتری کسب می‌کند. آنیموس همچنین توانایی‌های ویژه‌ای به شخصیت مدرن اعطا می‌کند که به او کمک می‌کند هدف خود را در میان جمعیت یا نقاط برجسته دیگر شناسایی کند.
هنگام بازی در نقش شخصیت‌های قاتل، بازی‌ها عموماً از دید سوم شخص در یک محیط جهان باز ارائه می‌شوند و بر مخفی‌کاری و پارکور تمرکز دارند. بازی‌ها از ساختار مأموریتی برای دنبال کردن داستان اصلی استفاده می‌کنند و بازیکن را موظف به انجام تر markedly شخصیت‌های برجسته عمومی یا ماموریت‌های مخفیانه می‌کنند. علاوه بر این، ماموریت‌های جانبی متعددی در دسترس هستند، مانند نقشه‌برداری از شهرهای وسیع از نقطه‌ای مرتفع و سپس انجام پرش ایمانی (leap of faith) به سمت یک کپه کاه در پایین، جمع‌آوری گنج‌های پنهان در سراسر شهرها، کاوش در خرابه‌ها برای یافتن آثار باستانی، تشکیل گروهی از قاتلان برای انجام وظایف دیگر، یا تأمین مالی بازسازی شهر از طریق خرید و ارتقاء مغازه‌ها و سایر امکانات. گاهی اوقات، بازیکن مستقیماً کنترل شخصیت مدرن را در دست می‌گیرد که به دلیل استفاده از آنیموس، از طریق اثر خونریزی (bleeding effect) تکنیک‌های قاتلان را آموخته و همچنین توانایی ژنتیکی دید عقابی (Eagle Vision) را داراست که دوستان، دشمنان و اهداف ترور را با روشن کردن افراد در رنگ‌های مختلف متمایز می‌کند.
بازی‌ها از مفهوم حرکات فعال در برابر حرکات غیرفعال استفاده می‌کنند، به‌طوری‌که حرکات فعال مانند دویدن، بالا رفتن از دیوارهای ساختمان‌ها یا پریدن بین پشت‌بام‌ها، احتمال جلب توجه نگهبانان نزدیک را افزایش می‌دهد. هنگامی که نگهبانان هشیار می‌شوند، بازیکن باید یا با آن‌ها مبارزه کند یا خط دید آن‌ها را قطع کرده و به مکانی مخفی مانند کپه کاه یا چاه پناه ببرد و منتظر کاهش سطح هشیاری نگهبانان بماند. سیستم مبارزه امکان استفاده از مجموعه‌ای از سلاح‌ها، زره‌ها و حرکات منحصربه‌فرد را فراهم می‌کند، از جمله استفاده از تیغه مخفی نصب‌شده در مچ‌بند قاتل که با مکانیزم فنری تیغه‌ای را خارج می‌کند و می‌توان از آن برای انجام ترورهای مخفیانه استفاده کرد.

## داستان

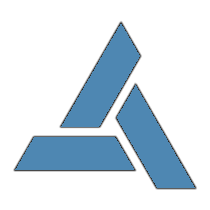
لوگوی شرکت خیالی ابسترگو اینداستریز (Abstergo Industries) با شعار «ما جهان را تغییر می‌دهیم. هر روز، به صد روش مختلف.»

### پیش‌فرض
بازی‌های اساسینز کرید عمدتاً حول رقابت و درگیری بین دو جامعه مخفی باستانی می‌چرخند: سازمان قاتلان که نماینده آزادی هستند و شوالیه‌های معبد که نماینده نظم هستند. نسخه‌هایی از این جوامع برای قرن‌ها وجود داشته‌اند و قاتلان در تلاش‌اند تا مانع از تسلط شوالیه‌های معبد بر قطعات عدن (Pieces of Eden)، مصنوعاتی که می‌توانند اراده آزاد را نادیده گرفته و ذهن افراد را کنترل کنند، شوند.
این مصنوعات، بقایای یک گونه باستانی پیش از انسان به نام ایسو (Isu) یا پیشینیان هستند که انسان‌ها را برای همزیستی مسالمت‌آمیز با خود خلق کردند. ایسو با خلق قطعات عدن، از خیزش انسان‌ها علیه خود جلوگیری کردند. هنگامی که اولین موجودات هیبریدی ایسو-انسان، به نام‌های آدم و حوا، ظهور کردند، آن‌ها نسبت به اثرات قطعات عدن مصون بودند. آن‌ها قطعات عدن را دزدیدند که این امر به جنگی بزرگ منجر شد و با یک شعله خورشیدی عظیم که سطح زمین را ویران کرد، به پایان رسید. ایسوهای بازمانده پس از آن منقرض شدند، در حالی که انسان‌ها پیشرفت کردند. تنها چیزی که از ایسو باقی ماند، ردپاهایی از خاطرات آن‌ها در اساطیر و ادیان جهان بود، در حالی که قطعات عدن در گذر زمان گم شدند و بسیاری از آن‌ها در خزانه‌های زیرزمینی معروف به معابد پنهان شدند.
پیش از انقراضشان، سه ایسو مینروا، جونو و ژوپیتر تلاش کردند تا بشریت را برای شعله خورشیدی دیگری که می‌دانستند هزاران سال بعد رخ خواهد داد، آماده کنند. آن‌ها با استفاده از دستگاهی به نام چشمکه امکان دیدن آینده‌های ممکن را فراهم می‌کرد، مینروا و ژوپیتر پیام‌هایی برای هدایت بشریت به سوی معبد بزرگ به جا گذاشتند که دستگاه شفق قطبی جهانی (aurora borealis) را در خود جای داده بود و می‌توانست سپری محافظتی در اطراف زمین فعال کند. با این حال، جونو بشریت را تهدیدی می‌دید و تلاش کرد تا برنامه مینروا و ژوپیتر را خراب کند. مینروا و ژوپیتر مجبور شدند جونو را نابود کنند و آگاهی او را در معبد بزرگ زندانی کردند، غافل از اینکه جونو دستگاه شفق قطبی جهانی را طوری تغییر داده بود که با فعال شدن، آگاهی او را آزاد کند.
داستان سری بازی‌ها در دوران مدرن رخ می‌دهد، جایی که شوالیه‌های معبد شرکت عظیم ابسترگو اینداستریز را تأسیس کرده‌اند. ابسترگو دستگاه آنیموس را توسعه داده است که کاربران آن می‌توانند از طریق مواد ژنتیکی، خاطرات اجداد خود را بازسازی کنند. ابسترگو افرادی را که از نوادگان قاتلان گذشته هستند، ربوده تا از طریق آنیموس، مکان قطعات گمشده عدن را پیدا کند. کاربر آنیموس می‌تواند در خاطرات شبیه‌سازی‌شده به‌عنوان جد خود حرکت کند، اما انجام اقداماتی خارج از محدوده کاری که جد انجام داده بود، می‌تواند به عدم همگام‌سازی خاطره منجر شود. استفاده طولانی‌مدت از آنیموس باعث ایجاد «اثر خونریزی» می‌شود که به کاربر برخی از مهارت‌ها و توانایی‌هایی را که با جد خود تجربه کرده‌اند، منتقل می‌کند، اما همچنین سلامت روان او را تحت تأثیر قرار می‌دهد، زیرا کاربر شروع به اشتباه گرفتن خاطرات جد خود با خاطرات خودش می‌کند.

## نسخه‌های اصلی
| عنوان                                 | شخصیت اصلی                | زمان و مکان رویدادهای بازی                                | امتیاز متاکریتیک | تاریخ عرضه (میلادی) | تاریخ عرضه (خورشیدی) | پلتفرم ها |
| ------------------------------------- | ------------------------- | --------------------------------------------------------- | ---------------- | ------------------- | -------------------- | --- |
| اساسینز کرید                          | الطائر ابن لااحد          | سرزمین مقدس، جنگ صلیبی سوم (۱۱۹۱ میلادی)                  | ۸۱               | ۱۴ نوامبر ۲۰۰۷      | ۲۳ آبان ۱۳۸۶         | مایکروسافت ویندوز، ایکس‌باکس ۳۶۰، پلی‌استیشن ۳                                                                    |
| اساسینز کرید ۲                        | اتزیو آئودیتوره دا فیرنزه | ایتالیای رنسانس (فلورانس، ونیز، سن جیمینیانو) ۱۴۸۰ میلادی | ۹۱               | ۱۷ نوامبر ۲۰۰۹      | ۲۶ آبان ۱۳۸۸         | مایکروسافت ویندوز، ایکس‌باکس ۳۶۰، ایکس‌باکس وان، پلی‌استیشن ۳، پلی‌استیشن ۴، مک‌اواس، نینتندو سوئیچ                  |
| اساسینز کرید: برادری (Brotherhood)    | اتزیو آئودیتوره دا فیرنزه | ایتالیای رنسانس (رم)، ۱۵۰۰ میلادی                         | ۹۰               | ۱۶ نوامبر ۲۰۱۰      | ۲۵ آبان ۱۳۸۹         | مایکروسافت ویندوز، ایکس‌باکس ۳۶۰، ایکس‌باکس وان، پلی‌استیشن ۳، پلی‌استیشن ۴، مک‌اواس، نینتندو سوئیچ                  |
| اساسینز کرید: افشاگری‌ها (Revelations) | اتزیو آئودیتوره دا فیرنزه | استانبول عثمانی، ۱۵۱۲ میلادی                              | ۸۰               | ۱۵ نوامبر ۲۰۱۱      | ۲۴ آبان ۱۳۹۰         | مایکروسافت ویندوز، ایکس‌باکس ۳۶۰، ایکس‌باکس وان، پلی‌استیشن ۳، پلی‌استیشن ۴، نینتندو سوئیچ                          |
| اساسینز کرید ۳                        | کانر کنوی                 | آمریکا (نیویورک، بوستون)، انقلاب آمریکا (۱۷۸۰ میلادی)     | ۸۵               | ۳۱ اکتبر ۲۰۱۲       | ۱۰ آبان ۱۳۹۱         | مایکروسافت ویندوز، ایکس‌باکس ۳۶۰، ایکس‌باکس وان، پلی‌استیشن ۳، پلی‌استیشن ۴، نینتندو سوئیچ، وی، گوگل استادیا        |
| اساسینز کرید ۴: پرچم سیاه (Blackflag) | ادوارد کنوی               | جزایر کارائیب، عصر طلایی دزدان دریایی (۱۷۲۰ میلادی)       | 89               | ۲۹ اکتبر ۲۰۱۳       | ۷ آبان ۱۳۹۲          | مایکروسافت ویندوز، ایکس‌باکس ۳۶۰، ایکس‌باکس وان، پلی‌استیشن ۳، پلی‌استیشن ۴، نینتندو سوئیچ، وی، گوگل استادیا        |
| اساسینز کرید: سرکش (Rogue)            | شی پاتریک کورمک           | آمریکای مستعمره، ۱۷۵۰ میلادی                              | ۷۲               | ۱۱ نوامبر ۲۰۱۴      | ۲۰ آبان ۱۳۹۳         | مایکروسافت ویندوز، ایکس‌باکس ۳۶۰، ایکس‌باکس وان، پلی‌استیشن ۳، پلی‌استیشن ۴، نینتندو سوئیچ، گوگل استادیا            |
| اساسینز کرید: وحدت (Unity)            | آرنو دوریان               | پاریس فرانسه، انقلاب کبیر فرانسه، (۱۷۹۲ میلادی)           | ۸۴               | ۱۱ نوامبر ۲۰۱۴      | ۲۰ آبان ۱۳۹۳         | مایکروسافت ویندوز، ایکس‌باکس وان، پلی‌استیشن ۴، گوگل استادیا                                                      |
| اساسینز کرید: سندیکا (syndicate)      | جیکوب فرای/ ایوی فرای     | لندن، عصر ویکتوریایی وانقلاب صنعتی (۱۸۶۰ میلادی)          | ۸۴               | ۲۳ اکتبر ۲۰۱۵       | ۱ آبان ۱۳۹۴          | مایکروسافت ویندوز، ایکس‌باکس وان، پلی‌استیشن ۴، گوگل استادیا                                                      |
| اساسینز کرید ریشه‌ها (Origins)         | بایک اهل سیوا             | مصر بطلمیوسی، ۴۹ پیش از میلاد                             | ۸۵               | ۲۷ اکتبر ۲۰۱۷       | ۵ آبان ۱۳۹۶          | مایکروسافت ویندوز، ایکس‌باکس وان، پلی‌استیشن ۴، گوگل استادیا                                                      |
| اساسینز کرید اودیسه (Odyssey)         | کاساندرا/الکسیوس          | یونان باستان، جنگهای پلوپنزی، ۴۳۱ پیش از میلاد            | ۸۷               | ۵ اکتبر ۲۰۱۸        | ۱۳ مهر ۱۳۹۷          | مایکروسافت ویندوز، ایکس‌باکس وان، پلی‌استیشن ۴، گوگل استادیا                                                      |
| اساسینز کرید والهالا (Valhalla)       | ایوور فرزند وارین         | انگلستان قرون وسطا، دوران وایکینگ‌ها ، ۸۹۰ میلادی          | ۸۴               | ۱۰ نوامبر ۲۰۲۰      | ۲۰ آبان ۱۳۹۹         | مایکروسافت ویندوز، ایکس‌باکس وان، ایکس‌باکس سری اکس و سری اس، پلی‌استیشن ۴، پلی‌استیشن ۵، گوگل استادیا، آمازون لونا |
| اساسینز کرید سراب (Mirage)            | بسیم ابن اسحاق            | بغداد در عصر عباسی، عصر طلایی اسلام، ۸۶۱ میلادی           | ۷۷               | ۵ اکتبر ۲۰۲۳        | ۱۳ مهر ۱۴۰۲          | مایکروسافت ویندوز، ایکس‌باکس وان، ایکس‌باکس سری اکس و سری اس، پلی‌استیشن ۴، پلی‌استیشن ۵، آمازون لونا، آی‌اواس       |
| اساسینز کرید سایه‌ها (Shadows)         | یاسوکه/نائوئه             | ژاپن فئودالی، ۱۵۸۰ میلادی                                 | ۸۱               | ۱۵ نوامبر ۲۰۲۴      | ۲۵ آبان ۱۴۰۳         | مایکروسافت ویندوز، ایکس‌باکس سری اکس و سری اس، پلی‌استیشن ۵، آمازون لونا، مک‌اواس                                  |

## نسخه‌های فرعی
| عنوان                                              | امتیاز متاکریتیک | تاریخ عرضه     |
| -------------------------------------------------- | ---------------- | -------------- |
| اساسینز کرید: تاریخچه الطائر (Altaïr's Chronicles) | ۵۸               | ۵ فوریه ۲۰۰۸   |
| اساسینز کرید: تبارها (Bloodlines)                  | ۶۳               | ۱۷ نوامبر ۲۰۰۹ |
| اساسینز کرید ۲: اکتشاف (Discovery)                 | ۶۹               | ۱۷ نوامبر ۲۰۰۹ |
| اساسینز کرید ۳: آزاد سازی (Ballmaking)             | ۶۶               | ۳۰ اکتبر ۲۰۱۲  |
| اساسینز کرید: چین (China)                          | ۶۷               | ۲۱ آوریل ۲۰۱۵  |
| اساسینز کرید: هند (India)                          | ۶۳               | ۱۲ ژانویه ۲۰۱۶ |
| اساسینز کرید: روسیه (Russia)                       | ۵۳               | ۹ فوریه ۲۰۱۶   |
| اساسینز کرید: سرکش (Rouge)                         | ۶۹               | ۲۵ فوریه ۲۰۱۶  |
| اساسینز کرید: اسم رمز جید (Jade)                   | منتشر نشده       | نامشخص         |

## یادداشت
1. ↑  به معنای عقیدهٔ قاتل